# بهرام شیردل
بهرام شیردل (زادهٔ ۱۳۳۰) معمار برجستهٔ ایرانی است.

## زندگی
او در سال ۱۹۷۵ برای مدتی کوتاه در اصفهان زیر نظر نسرین فقیه معمار شهیر ایرانی کار کرد سپس به کانادا رفت و در سال ۱۹۷۸ از دانشگاه تورنتو در رشته کارشناسی حرفه‌ای معماری فارغ‌التحصیل شد. در سال‌های ۱۹۷۹–۱۹۸۲ دوره کارشناسی ارشد حرفه‌ای معماری را در آکادمی هنر کرنبروک در ایالت میشیگان آمریکا، زیر نظر دنیل لیبسکیند گذراند. پایان‌نامهٔ او دربارهٔ بافت تاریخی اصفهان با عنوان کشور تماشاچی‌ها بود.
او در سال‌های ۱۹۹۳–۱۹۹۶ مدیر برنامه تحصیلات تکمیلی طراحی در مدرسه معماری انجمن معماری لندن بوده و در دانشگاه هیوستون، تگزاس، مدرسه عالی طراحی دانشگاه هاروارد، موسسه فناوری جورجیا، دانشگاه شیکاگو، دانشگاه میامی، دانشگاه ایالتی اوهایو، مؤسسه معماری کالیفرنیای جنوبی و دانشگاه آمریکایی شارجه، امارات متحده عربی، دروس طراحی و تئوری تدریس کرده است. او پس از بازگشت به ایران برای مدتی در دانشکده معماری دانشگاه آزاد همدان تدریس کرد.

## فعالیت حرفه‌ای
در سال ۱۹۸۷ آکس رونو (AKS Runo) را در لس آنجلس با اندرو زاگو و بعدتر شیردل زاگو کیپنس (Shirdel Zago Kipnis) را با اندرو زاگو و جفری کیپنس تأسیس کرد. او در سال ۱۳۷۴ به ایران مهاجرت کرد و در سال ۱۳۷۶ با تأسیس دفتر مهندسان مشاور شیردل و همکاران در تهران به فعالیت معماری خود ادامه داد. او تأثیر قابل توجهی بر معماری و معماران ایرانی از جمله هادی میرمیران داشته است.
پروژه‌های کتابخانه اسکندریه در مصر و مرکز گردهمایی نارا در ژاپن، از جمله مسابقاتی هستند که شیردل در آن‌ها جایزه دریافت کرده است. از دیگر پروژه‌های وی می‌توان به موزه ملی اسکاتلند، کتابخانه کانسای ژاپن طراحی شهری در متاپولیس لس‌آنجلس و طرح مسابقه پدیده کیش در ایران اشاره کرد.

## نقد دیگران به او
بهرام شیردل توجه خاصی به روابط بین فضاها و فضا دارد در نتیجه با توجه به سیر تحول معماری وی می‌توان او را مشابه جان هیدک دید که یکی از دغدغه‌های اصلی‌اش روابط فضایی و حجمی است. به باور منتقدانش تا دهه چهارم زندگی در جرگه معماران مؤلف و مطرح جهان به ویژه در رویکرد فولدینگ (معماری) محسوب می‌شود ولی دهه آخر فعالیتش به خصوص ۵ سال آخر، زندگی حرفه‌ای او در هاله‌ای از انزوا فرورفته است.
وی برای نخستین بار در یک برنامه مستند تلویزیونی به نام «تراز» به کارگردانی فرهاد مختاری و اجرای ابراهیم ارجمندی حضور یافت و توضیحات برخی آثارش را ارایه داد.

## نقد او به دیگران
بهرام شیردل معتقد است که برخی از بناهای مهم قبل از انقلاب اسلامی ایران، همچون طرح بنای تئاتر شهر اثر علی سردارافخمی و طرح بنای موزهٔ هنرهای معاصر تهران اثر کامران دیبا کپی از بناهای خارجی است.

## آثار و جوایز

### دفتر معماری بهرام شیردل[۱۵]
- ۱۹۸۸ برج اداری المپیک وست، لس آنجلس، آمریکا
- ۱۹۹۰ کارخانهٔ وینداستون، ایالت اورگان، آمریکا
- ۱۹۹۱ ساختمان درمانی سینای، لوس آنجلس
- ۱۹۹۱ مجموعهٔ ساختمان‌های دولتی اشپریبوگن، آلمان
- ۱۹۹۱ مرکز گردهمایی نارا، ژاپن - با همکاری رابرت اس لایوزلی (رتبهٔ اول)[۱۶][۱۷]
- ۱۹۹۴ طرح شهر جدید چانگلیو، چین (نشان طلا)

### دفتر آکس رونو
- ۱۹۸۷ طراحی شهری در متاپولیس، لس‌آنجلس[۱۸]
- ۱۹۸۹ کتابخانهٔ اسکندریه، مصر[۱۹][۲۰]
- ۱۹۹۰ موزه ملی اسکاتلند[۲۱][۲۲]
- ۱۹۹۰ میدان ژاک کارتیه (تقدیر ویژه)[۲۳]

### دفتر شیردل زاگو کیپنس
- ۱۹۹۰–طراحی شهری مونترال ۲۰۰۰، کانادا[۲۴]
- ۱۹۹۱ بازسازی شهری سمرقند، سمرقند، ازبکستان[۲۵]

### با همکاری سید هادی میرمیران (مهندسین مشاور نقش جهان- پارس)[۲۶][۲۷]
- ۱۳۷۴ موزه ملی آب ایران، تهران، ایران
- ۱۳۷۴ ترمینال مسافری فرودگاه بین‌المللی امام خمینی، تهران، ایران
- ۱۳۷۵ کتابخانهٔ ملی شورای شهر کانسای-کان، ژاپن (دیپلم افتخار)
- ۱۳۷۶ ساختمان مرکزی بانک توسعه صادرات ایران، تهران، ایران (رتبه اول)[۲۸]
- ۱۳۷۸ طرح توسعه مجموعه حرم حضرت معصومه، قم

### دفتر مهندسان مشاور شیردل و همکاران
- ۱۳۷۶ مرکز فرهنگی اکباتان، تهران، ایران
- ۱۳۷۶ ساختمان سفارت جمهوری ایتالیا، ایران
- ۱۳۷۹ مجموعهٔ مسکونی، بافت تاریخی یزد
- ۱۳۷۹ طرح بلوار بسیج، یزد، ایران
- ۱۳۸۰ اداره ثبت اسناد و املاک، تهران، ایران
- ۱۳۸۰ سفارت ایران در برزیل
- ۱۳۸۰ ساختمان مرکزی دفتر همکاری‌های فناوری ریاست جمهوری، تهران، ایران
- ۱۳۸۱ موزهٔ مصر
- ۱۳۸۴ مرکز تجارت جهانی شیراز
- ۱۳۹۲ مجموعه گردشگری پدیدهٔ کیش (رتبه اول)[۲۹]
- ۱۳۹۴ برج تجاری-اداری SMP[۳۰]
- سینما فرهنگ[۳۱]

## نوشته‌ها
- سنت، مدرنیته و معماری قرن ۲۱، فصلنامه فنی مهندسی شارستان، شماره ۴۰–۴۱، بهار و تابستان ۱۳۹۳.
- معماری سرزمینی ذهنِ سرزمینی می‌سازد[۳۲]
- معماری برای مردم[۳۳]
- تولدی دیگر: چیزی که او به جهان من افزود، سرزمینم بود، به بهانه ۶۳ سالگی بهرام دبیری[۳۴]

## افتخارات
- ۱۹۷۹ مدال کریستوفر رن از مؤسسه سلطنتی معماران کانادا[۳۵]

## داوری در مسابقات
- ۱۳۹۰ عضو هیئت داوران جایزه بزرگ معمار ۹۰[۳۶]
- ۱۳۹۲ عضو هیئت داوران مسابقه غرفه ایران در اکسپو ۲۰۱۵ میلان[۳۷][۳۸]
- ۱۳۹۴ عضو هیئت داوران اولین دوره جایزه معماری آسیا[۳۹]
- ۱۳۹۶ عضو هیئت داوران هفتمین دوسالانه مجسمه‌سازی تهران[۴۰][۴۱]

## نمایشگاه‌ها
- ۱۹۸۴ بینال معماری ونیز[۴۲]
- ۱۹۹۲ مسابقهٔ بین‌المللی طراحی مرکز گردهمایی نارا، موما، نیویورک[۱۶]
- ۲۰۱۵ اسرار ازل، خیام و هنر امروز، گالری راه ابریشم، تهران، ایران[۴۳][۴۴]
- ۲۰۱۷ Drawings' Conclusions,[۴۵] مؤسسهٔ معماری کالیفرنیای جنوبی